# Фридрих IV (Цолерн-Шалксбург)
Фридрих IV фон Цолерн-Шалксбург „младият рицар“ (на немски: Friedrich IV von Zollern-Schalksburg, der jünge Ritter; * 1354; † 14 май 1377, Ройтлинген) от швабската линия на род Хоенцолерн във Вюртемберг, е граф и господар на Цолерн-Шалксбург и Езелсберг.

## Произход и наследство
Той е най-големият син на граф Фридрих III фон Цолерн-Меркенберг-Шалксбург († 1378) и съпругата му графиня София фон Цолерн-Шлюселберг († 1361), незаконна дъщеря на граф Конрад I фон Шлюселберг († 1313). Братята му са Фридрих V „Мюли“ († 1 април 1408), граф на Цолерн, господар на Мюлхайм-Шалксбург, Фридрих VI († 1416), дойчхер, Фридрих VII († 1427), вайсграф, ректор на Бургфелден, провост и абат на Райхенау, и Фридрих VIII († 1383), шварцграф, монах в Ст. Гален. Сестрите му са Луитгард, монахиня в манастир Щетен, Беатрикс († сл. 1386/1387), монахиня в манастир Щетен, Анна († 1379), абатиса на Шлюселау, Агнес († 1398), омъжена пр. 1356 г. за Свигер X фон Гунделфинген († 1384), и София († 1427), омъжена през 1372 г. за граф Хайнрих IV фон Фюрстенберг († 1408).
Фридрих IV „младият рицар“ е убит на 14 май 1377 г. в битката при Ройтлинген. Той няма деца. Линията „Цолерн-Шалксбург“ (Вюртемберг) изчезва през 1408 г. със смъртта на бездетния му брат Фридрих V фон Цолерн-Шалксбург, женен пр. 1372 г. Верена фон Хабсбург-Кибург († сл. 1411).

## Фамилия
Фридрих IV „младият рицар“ се жени пр. 26 февруари 1356 г. за графиня Мехтхилд/Матилда фон Калв-Файхинген († 13/24 април 1381), вдовица на маркграф Херман IX фон Баден-Еберщайн († 14 април 1353), дъщеря на граф Конрад VI фон Файхинген († сл. 26 септември 1356). Бракът е бездетен.